# Siège de Mantoue (1799)
Pour les articles homonymes, voir Siège de Mantoue.
Deuxième Coalition
Batailles
Guerre de la Deuxième Coalition
- St George's Caye (navale) (09-1798)
- Nicopolis (10-1798)
- Corfou (11-1798)
- Copenhague (navale) (04-1801)
- Algésiras (navale) (06-1801)

Campagne de Hollande
- Callantsoog (08-1799)
- Vlieter (08-1799)
- Zyp (09-1799)
- Bergen (09-1799)
- Alkmaar (10-1799)
- Castricum (10-1799)

Campagne de Suisse
- Ostrach (03-1799)
- Feldkirch (03-1799)
- 1re Stockach (03-1799)
- Frauenfeld (05-1799)
- Winterthour (05-1799)
- 1re Zurich (06-1799)
- Schwytz (08-1799) (en)
- Amsteg (08-1799)
- Saint-Gothard (09-1799)
- 2e Zurich (09-1799)
- Linth (09-1799)
- Muten (10-1799) (ru)
- Engen (05-1800)
- 2e Stockach (05-1800)
- Moesskirch (05-1800)
- Biberach (05-1800)
- Erbach (05-1800)
- Höchstädt (06-1800)
- Ampfing (12-1800)
- Hohenlinden (12-1800)

Campagne d'Égypte
- Malte 1 (06-1798)
- Malte 2 (06-1798)
- Alexandrie (07-1798)
- Chebreiss (07-1798)
- Pyramides (07-1798)
- 1re Aboukir (08-1798)
- Salheyeh (08-1798)
- Malte 3 (09-1798)
- Sédiman (10-1798)
- Caire (10-1798)
- Samanouth (01-1799)
- El Arish (02-1799)
- Syène (02-1799)
- Jaffa (03-1799)
- Saint-Jean-d'Acre (03-1799)
- Mont-Thabor (04-1799)
- 2e Aboukir (07-1799)
- Damiette (11-1799)
- Héliopolis (03-1800)
- 3e Aboukir (03-1801)
- Mandora (03-1801)
- Canope (03-1801)
- Fort Jullien (04-1801)
- Le Caire (06-1801)
- Alexandrie (08-1801)

2e Campagne d'Italie
- Vérone (03-1799)
- Magnano (04-1799)
- Cassano (04-1799)
- Mantoue (04-1799)
- Bassignana (05-1799)
- 1re Marengo (05-1799) (en)
- Modène (06-1799) (en)
- Trebbia (06-1799)
- 2e Marengo (06-1799) (en)
- Novi 1 (08-1799)
- Rome (09-1799)
- Mannheim (09-1799) (en)
- Novi 2 (10-1799) (en)
- Genola (11-1799)
- Gênes (04-1800)
- Sassello (04-1800) (en)
- Fort Bard (05-1800)
- Verceil (05-1800)
- Turbigo (05-1800)
- Montebello (06-1800)
- 3e Marengo (06-1800)
- Pozzolo (12-1800)

Le second siège de Mantoue eut lieu en 1799, alors que les « républiques sœurs » installées en Italie au lendemain de la victoire de 1797 se voyaient toutes renversées par des soulèvements en partie causés par les excès du Directoire en Italie, mais également attisés par les Anglais et les Autrichiens. Les Français sous la direction du général de division de Latour-Foissac résistèrent pendant quatre mois, mais durent capituler.

## Contexte
La campagne de 1799 avait laissé la forteresse de Mantoue, surplombant la vallée du Mincio, en piteux état. Elle fut confiée au lieutenant général du génie Latour-Foissac et servit de garnison à un contingent composite de 10 000 hommes, formé de régiments français, polonais (Légions polonaise du général Józef Wielhorski), italiens (République d'Alba et République cisalpine), suisses et allemands. Dès son affectation à cette place, le gouverneur militaire Latour-Foissac était convaincu que la forteresse était en l'état incapable de soutenable un siège tant soit peu sérieux.

## Le siège
Au mois d'avril, l'armée autrichienne encercla Mantoue et en entreprit le siège. Initialement, les Autrichiens souhaitaient réduire le fort par un simple blocus, mais les duels d'artillerie et les escarmouches incessants entamaient chaque jour davantage la garnison.
Le 18 juin, les Autrichiens défirent les Français à la bataille de la Trebbia, ce qui leur permit d'engager davantage de troupes contre Mantoue : ces renforts parvinrent aux assiégeants le 4 juillet, portant leur effectif de 8 000 à 40 000 hommes. Ils étaient commandés par le baron hongrois Pál Kray, véritable expert de l'artillerie : ce ne fut plus qu'un constant bombardement. Les 24-25 juillet, les Autrichiens passèrent à l'assaut mais ils ne progressèrent que lentement ; enfin le 27 juillet, Latour-Foissac entreprit des pourparlers de reddition.

## Capitulation
Les Autrichiens acceptèrent de libérer le gros de la garnison française, ne mettant aux arrêts que les officiers pour trois mois, moyennant un serment solennel des soldats de ne pas porter les armes jusqu'à l'échange complet des prisonniers ; mais dans une clause secrète, ils exigeaient qu'on leur remette les « déserteurs de l'armée autrichienne. » Cette clause déclencha la protestation des officiers polonais (non-oublieux des partages de la Pologne encore récents), qui redoutaient l'arrestation pure et simple de tous les légionnaires polonais : aussi le négociateur autrichien dut-il clarifier ce qu'il entendait par déserteurs, à savoir ceux engagés dans l'armée autrichienne, ou les soldats autrichiens qui étaient passés à l'armée de la République cisalpine.
Le 30 juillet, les régiments français et alliés évacuèrent la forteresse, puis se séparèrent entre Français et non-Français (les Polonais y comptaient pour 1 800 hommes) ; les soldats Autrichiens surveillaient le défilé des contingents étrangers de la garnison avec la permission de molester tous les « reconnus déserteurs », et la plupart de ces déserteurs furent effectivement arrêtés. Les officiers polonais (particulièrement les ressortissants de Galicie et de Mazovie) furent forcés de s'enrôler dans l'armée autrichienne ou déportés dans la Pologne occupée ; un destin bien pire attendait les soldats et sous-officiers polonais : la plupart furent battus : cela sonna le glas de la Seconde Légion de volontaires polonais. Latour-Foissac fut désormais critiqué non seulement par les Polonais, pour ce qu'ils qualifiaient de « trahison », mas aussi par les Français : furieux de sa reddition, Napoléon ordonna lui-même que le vicomte de Latour-Foissac soit rayé des cadres des généraux et lui interdit le port de l'uniforme.

## Sources
- (en) Cet article est partiellement ou en totalité issu de l’article de Wikipédia en anglais intitulé « Siege of Mantua (1799) » (voir la liste des auteurs).